# Crkva sv. Antuna Padovanskog na Šalati
Crkva sv. Antuna Padovanskog katolička je crkva izgrađena između 1927. i 1929. godine u zagrebačkom naselju Šalata. Kamen temeljac za njezinu izgradnju postavio je nadbiskup Antun Bauer u lipnju 1927. godine. Zanimljivo je da se ova crkva, koja se naziva i krptom sv. Antuna Padovanskog, nalazi u istoj građevini kao i crkva Presvetoga Srca Isusova koja je smještena na gornjam katu. Prva misa održana je 1933. godine, te je tom prigodom nadbiskup Anton Bauer osvetio glavni oltar.
Građevina s obje crkve se nalazi unutar kompleksa Međubiskupijskog sjemeništa i Nadbiskupske klasične gimnazije.

## Povijest i arhitektura
Ulaz u kriptu sv. Antuna Padovanskoga nalazi se ispod uzlaznoga stubišta koje vodi u gornju crkvu Presvetog Srca Isusova. U kriptu se ulazi kroz prostrano predvorje u kojem se nalaze kipovi sv. Antuna Padovanskoga i sv. Josipa.
U dvoranskoj crkvi s betonskim gredama na stropu u povišenom su svetištu postavljeni mramorni oltarni stol, mramorno svetohranište, drveni ambon, svećenička sjedala, raspelo i kipovi Srca Isusova i Blažene Djevice Marije. Na ovom se mjestu nalazio prvobitni hrastov rezbareni i pozlaćeni oltar napravljen prema skici slikarice Line Crnčić u izvedbi arhitekta Vinka Rauschnera koji propao. Na začelnom je zidu postavljena slika s prikazom sv. Antuna i biskupa Bauera koji u rukama drži maketu sjemeništa. I ta je slika djelo slikarice Line Crnčić.
U crkvenoj se dvorani nalaze dva reda klupa, a na bočnim zidovima postavljene su novije slike križnoga puta. Dio predviđen za pjevače i glazbenike je povišen i nalazi se u začelnom dijelu.

## Potres 2020. godine
Crkva je u potresu koji je pogodio Zagreb u ožujku 2020. godine pretrpjela oštećenja te radovi sanacije traju i u 2025. godini.

## Galerija
- Ulaz u kriptu
- Tabla s opisom sanacije konstrukcije zgrade
- Pogled na zgradu i ulaz